# Большой Севаж
Большой Севаж — река в России, протекает по Красноборскому району Архангельской области. Длина реки составляет 10 км.
Начинается в заболоченном берёзовом лесу. Течёт в северном направлении по лесистой местности. Устье реки находится в 45 км по правому берегу реки Евда.
Основные притоки — Ночлежный (пр), Армеж (пр), Малый Севаж (лв).

## Данные водного реестра
По данным государственного водного реестра России относится к Двинско-Печорскому бассейновому округу, водохозяйственный участок реки — Северная Двина от впадения реки Вычегда до впадения реки Вага, речной подбассейн реки — Северная Двина ниже места слияния Вычегды и Малой Северной Двины. Речной бассейн реки — Северная Двина.
Код объекта в государственном водном реестре — 03020300112103000025582.